# Maureen Caird
Maureen Caird (* 29. September 1951 in Cumberland, New South Wales, Australien) ist eine ehemalige australische Leichtathletin und Olympiasiegerin.
Caird wies schon als junger Teenager beachtliche Erfolge in mehreren Disziplinen in Australien auf. Ihre Lieblingsstrecke waren aber die 80 Meter Hürden, in der sie auch einen neuen Weltrekord aufstellte und damals zur jüngsten nationalen Meisterin wurde. Im selben Jahr wurde sie in die australische Olympiamannschaft aufgenommen.
Ihre Teilnahme an den XIX. Olympischen Spielen 1968 in Mexiko wurde für sie äußerst erfolgreich mit dem Sieg über 80 Meter Hürden vor der Australierin Pam Kilborn (Silber) und der Taiwanerin Chi Cheng (Bronze). Sie war damit die bis dahin jüngste Leichtathletik-Olympiasiegerin (1972 wurde dieser Altersrekord von Ulrike Meyfarth gebrochen). Zwei Jahre später, bei den British Commonwealth Games 1970 in Edinburgh erreichte sie bei den 100 Meter Hürden, welche die 80 Meter Hürden abgelöst hatten, hinter Pam Kilborn den 2. Platz. Bei den XX. Olympischen Spielen 1972 in München konnte sie ihren Titel von 1968 nicht verteidigen.
Danach zog sie sich aus dem aktiven Sportgeschehen zurück und wanderte nach Neuseeland aus, wo sie noch heute lebt.